# Víctor Balaguer
Pour les articles homonymes, voir Víctor Balaguer (chanteur) et Balaguer (homonymie).
Víctor Balaguer, né à Barcelone le 11 décembre 1824 et mort le 11 janvier 1901, est un homme politique et écrivain catalan, l'une des principales figures de la Renaixença.

## Biographie
En 1892, Balaguer a repris le thème développé dans las Naves Tragedies, 1879 (c'est-à-dire, le Comte de Foix et Raig de Lluna), qui, avec La jornada de Panissars, précédé le tout d'un prologue, intitulé Anima Mare, ont constitué la trilogie Els Pirineus, qui si elle n'est pas la plus réussie, est cependant la plus ambitieuse de toutes ses œuvres. Les conséquences de la Croisade Albigeoise, la voix des troubadours, chantres de la liberté et l'amour du monde roman dans le cadre des Pyrénées, constituent le schéma du poème, auquel ne manquent pas des scènes d'un dramatisme véritable. Felipe Pedrell a composé l'opéra portant le même nom, dont le prologue a été créé à Venise en 1897 et, l'œuvre complète a été représentée au Grand théâtre du Liceu à Barcelone en 1902.

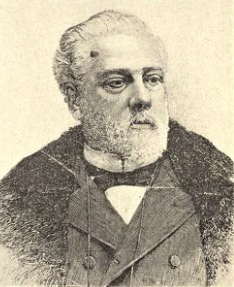
Víctor Balaguer.
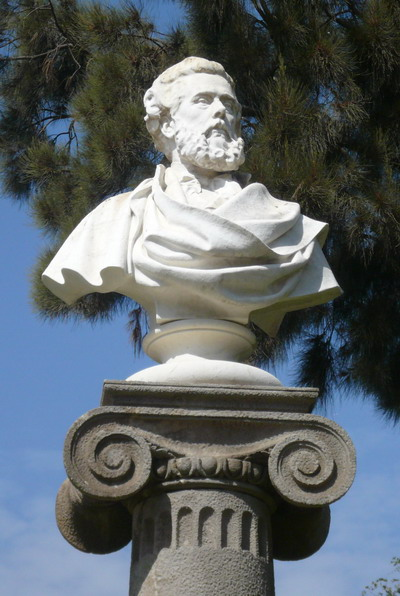
Buste de Víctor Balaguer dans le parc de la Ciutadella, à Barcelone.